# Boronia fabianoides
Boronia fabianoides är en vinruteväxtart. Boronia fabianoides ingår i släktet Boronia och familjen vinruteväxter.

## Underarter
Arten delas in i följande underarter:
- B. f. fabianoides
- B. f. rosea